# ایغده
ایغده (به لاتین: İğde) یک منطقهٔ مسکونی در ترکیه است که در البستان واقع شده‌است. ایغده ۳٬۵۰۰ نفر جمعیت دارد.